# Шакырык
Шакырык (каз. Шақырық) — упразднённое село в Сузакском районе Южно-Казахстанской области Казахстана. Входило в состав Сузакского сельского округа. Исключено из учётных данных в 2017 г. Код КАТО — 515647400.

## Население
В 1999 году население села составляло 1905 человек (971 мужчина и 934 женщины). По данным переписи 2009 года, в селе проживало 2255 человек (1135 мужчин и 1120 женщин).